# Villa Gregoriana

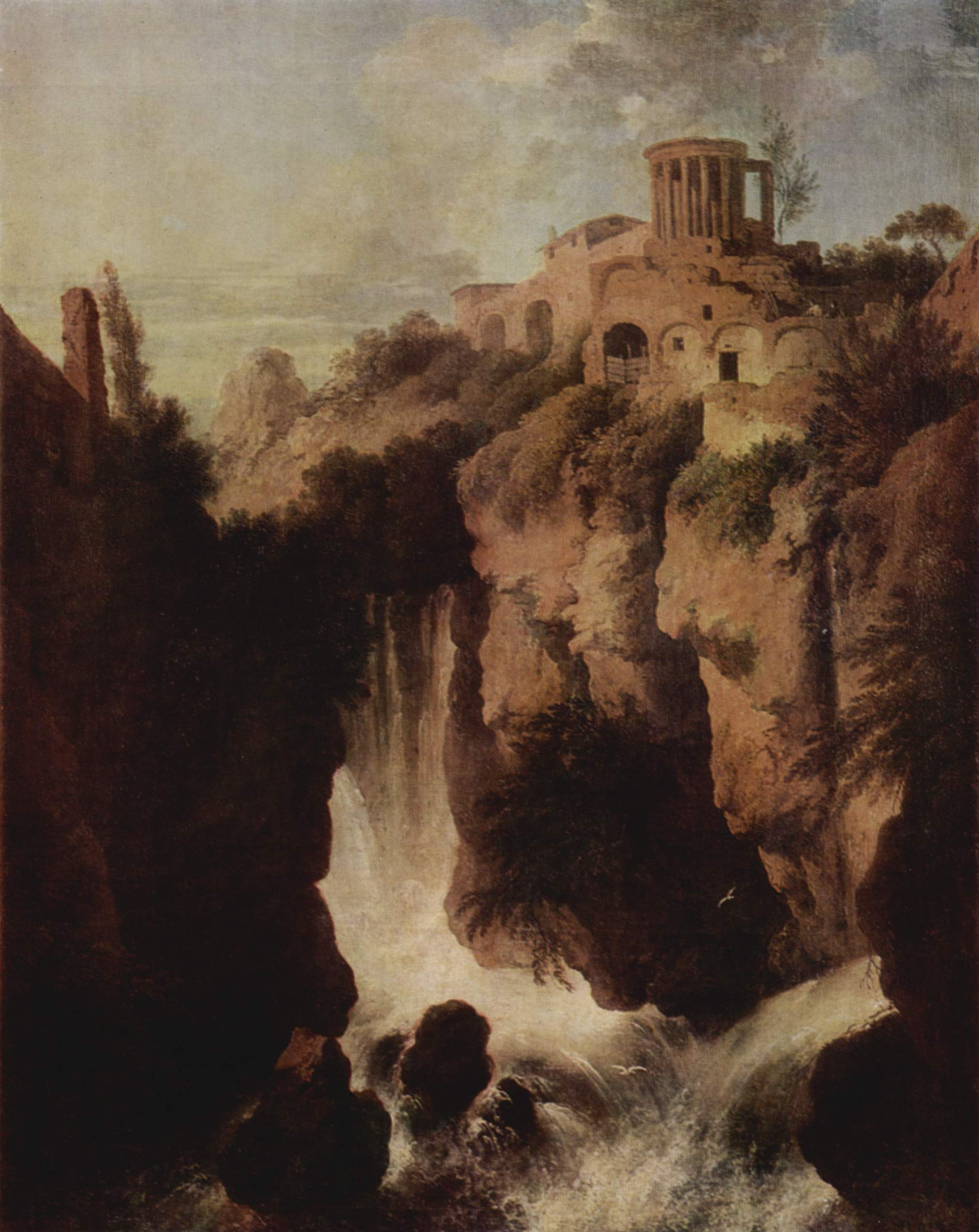
Ansicht des Vestatempels und des Wasserfalls in einem Gemälde von Christian Wilhelm Ernst Dietrich (1750)

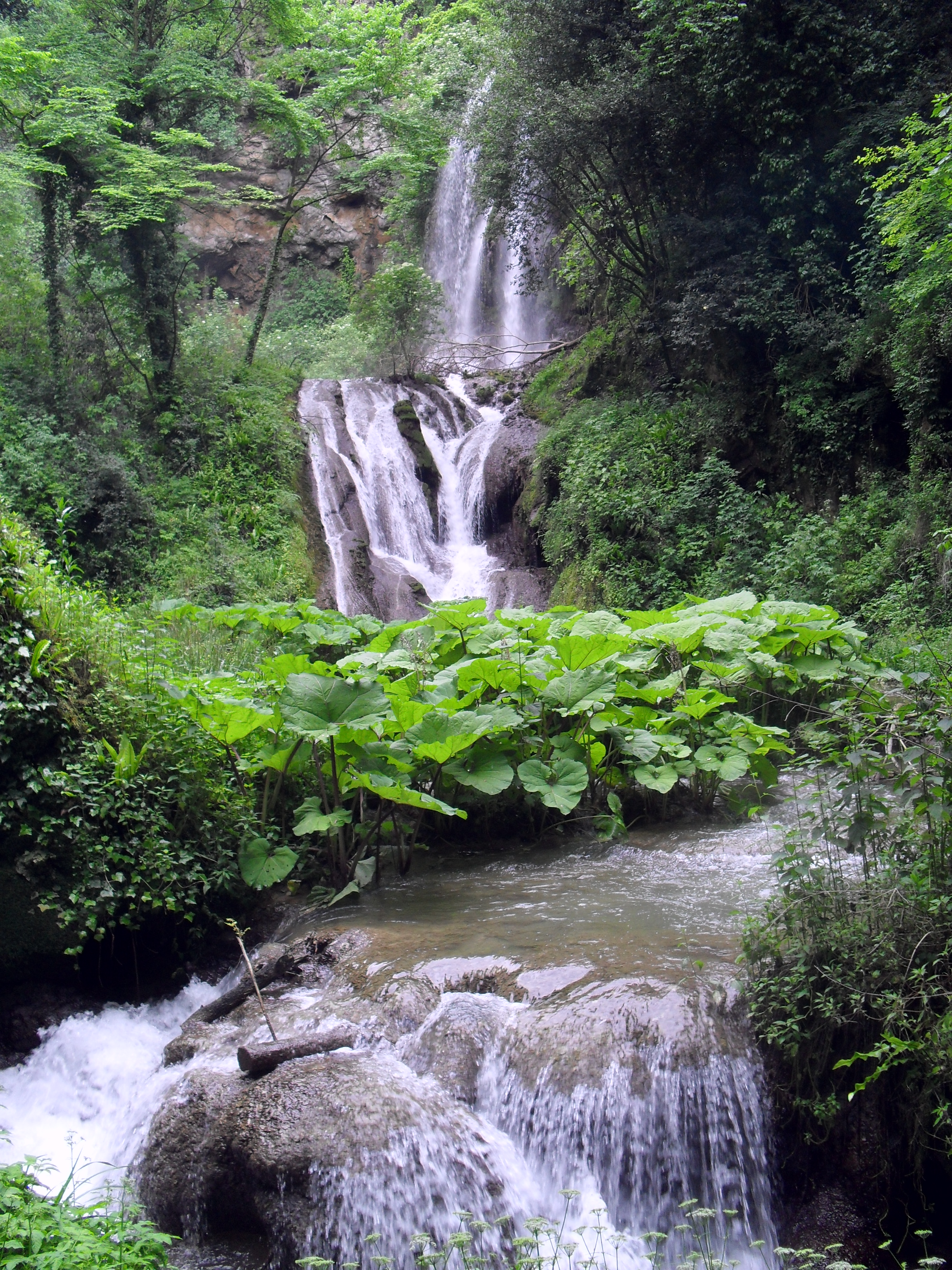
Wasserfall an der Grotte der Sirenen

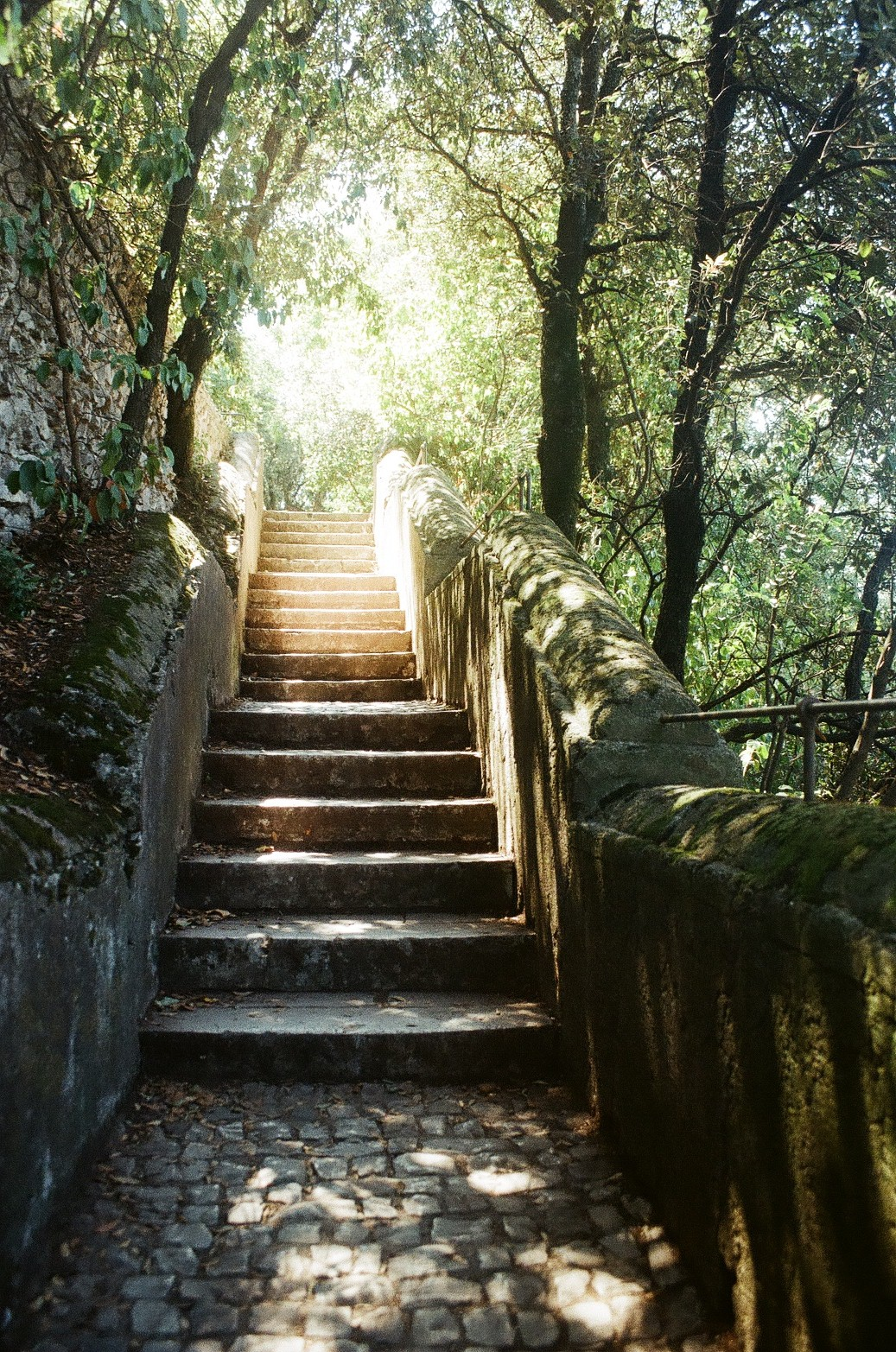
Spazierwege in der Villa Gregoriana

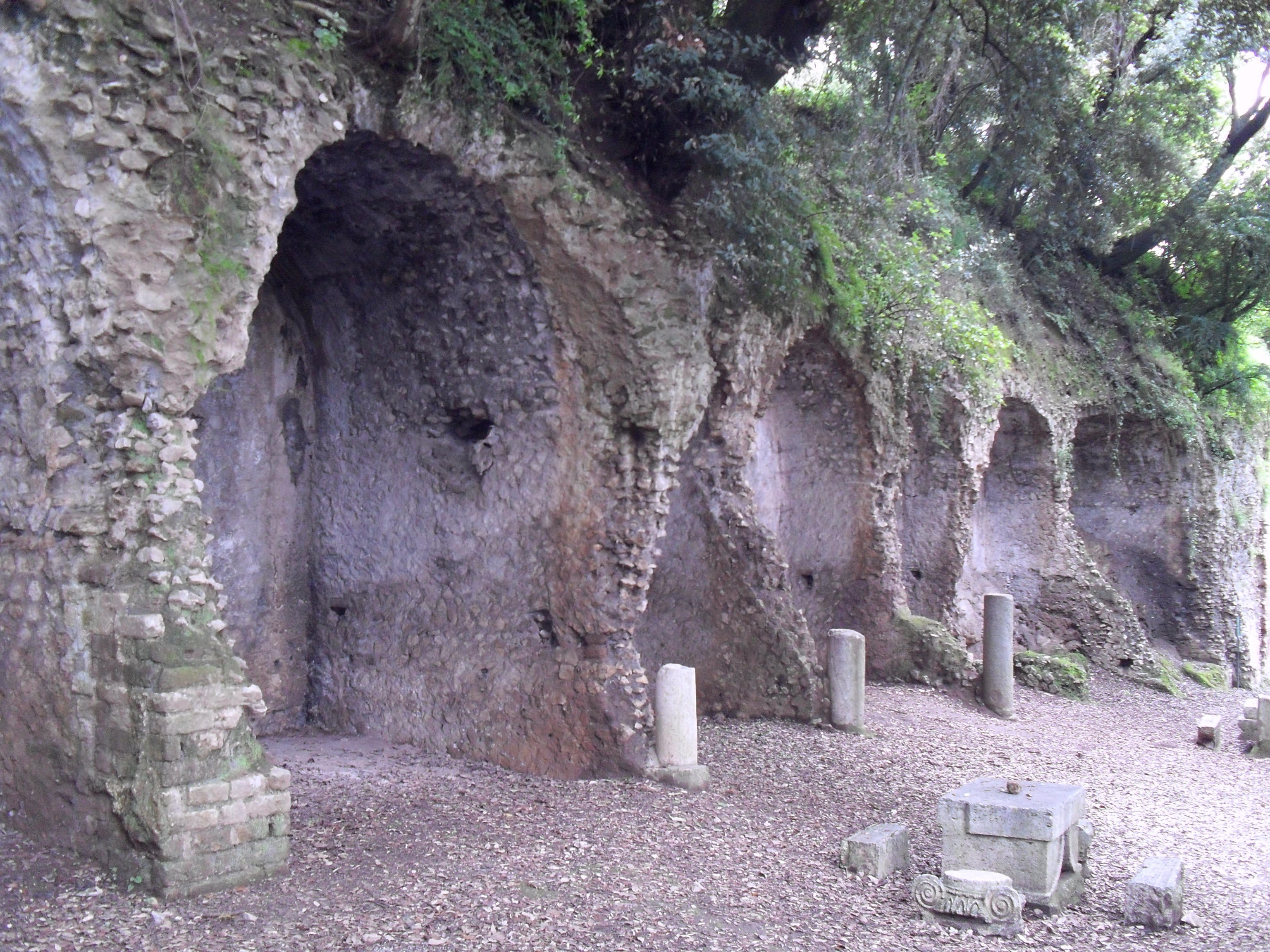
Überreste der römischen Villa von Manlius Vopiscus

Die Villa Gregoriana ist eine weitläufige Parkanlage in Tivoli bei Rom, die antike römische Elemente mit einer romantischen Gartenanlage verbindet. Der Wasserfall des Flusses Aniene stürzt in der Villa 120 Meter in die Tiefe. Der Park wird seit dem Jahr 2002 durch den italienischen Fondo Ambiente Italiano (Stiftung für Denkmal- und Umweltschutz) verwaltet und ist zu besichtigen.

## Geschichte
Das antike Tibur, heute Tivoli, stellte eine wichtige strategische Position als Durchgangsstation für alle, die von Osten kommend dem Flusslauf des Aniene folgten, um in die Tiberebene und nach Rom zu gelangen. Von der Akropolis von Tivoli aus konnte das gesamte Anienetal überwacht werden. Kurz vor dem Wasserfall entstand eine erste (gebührenpflichtige) Brücke über den Aniene. Die Position Tiburs ermöglichte trotz der schwierigen geographischen und hydrologischen Lage den Bau erster wassertechnischer Anlagen im 2. Jahrhundert v. Chr. Dazu gehörten zwölf Anlagen, wie Gräben, Kanäle, Schleusen und Aquädukte sowie Brücken und Wassermühlen, die alle den Aniene entweder eindämmen oder nutzen sollten. Einige davon waren im 19. Jahrhundert noch in Betrieb. Zu Zeiten der römischen Republik wurden mehrere Villen im Anienetal gebaut, wie z. B. die Villa von Manlius Vopiscus, die im Jahr 106 von einer großen Überschwemmung des Aniene wieder zerstört wurde und deren Ruinen sich in der Villa Gregoriana befinden.

### Die Arbeiten durch Gregor XVI.
Die Parkanlage der Villa Gregoriana geht auf eine Initiative Papst Gregors XVI. zurück, der im 19. Jahrhundert die Notwendigkeit sah, Tivoli vor den zerstörerischen Fluten des Aniene zu schützen, und gleichzeitig das Nützliche mit dem Ästhetischen zu verbinden versuchte. Bereits die Brunnenanlagen der Villa d’Este aus der zweiten Hälfte des 16. Jahrhunderts nutzten die Wasser des Aniene dank eines Kanals, der unterhalb der Stadtmauern verlief. Dieser Kanal war jedoch weder gedacht noch geeignet, um als Überlauf für ein eventuelles Hochwasser zu dienen. Der Bau der Villa Gregoriana sollte diesem Mangel entgegenwirken. Papst Gregor XVI. ließ nach der schweren Flutkatastrophe von 1826 weitere neue Kanäle und Überläufe unter dem Monte Catillo anlegen, die den Aniene von der Stadt Tivoli fernhalten sollten. Im herkömmlichen Flussbett sammelte sich das Wasser, das nicht über die neuen Umleitungen ablaufen konnte, und es wurde weiterhin für zivile und industrielle Zwecke genutzt. Papst Gregor XVI. stattete diesen Flussteil mit der Ponte Gregoriana aus. Die Ruinen der ehemaligen Villa des Manlius Vopiscus wurden freigelegt und die einzelnen Elemente in die Gartenanlage integriert, die mit Treppchen, Wegen, Durchgängen sowie neuartigen Pflanzen und Essenzen ausgestattet wurde. Die Arbeiten wurden im Jahr 1835 fertiggestellt und die Villa eingeweiht.

### Das Wasserkraftwerk
Im Jahr 1886 wurde der Aniene unterhalb des Wasserfalls in einem künstlichen Becken zur Produktion elektrischer Energie aufgefangen. Kalkkonkretionen und Höhlen im Gestein lassen auf den früheren Lauf des Aniene schließen.

## Beschreibung

### Valle dell’Inferno(Teufelstal)
Die Villa Gregoriana befindet sich in einer steilen Schlucht, die den Namen Valle dell’Inferno (Teufelstal) trägt, und die vom Aniene unterhalb der antiken Akropolis von Tivoli in den porösen Kalktuff geschnitten wurde. Der Fluss stürzt hier 120 Meter in die Tiefe. Von den ursprünglich vier Stürzen sind heute zwei übrig geblieben.

### Die Akropolis
Die Akropolis oberhalb des Valle dell’Inferno beherbergt zwei Tempel, einen Rundtempel, der in das 2. Jahrhundert v. Chr. datiert, und einen Pseudoperipteros aus der 1. Hälfte des 1. Jahrhunderts v. Chr. Die Zuweisung der Tempel ist umstritten, vorgeschlagen wurden Vesta, Albunea und Tiburnus. Die Parkanlage mit den römischen Tempeln, den Wasserfällen, den Resten römischer Villen und den gärtnerischen Arbeiten findet sich in zahlreichen Landschaftsgemälden, die Tivoli zum Thema haben, wieder. Im ausgehenden 18. Jahrhundert wurde Tivoli aufgrund dieser Besonderheit zu einer der Stationen der romantischen Grand Tour.

## Heutige Nutzung
Der Park, der im Besitz des italienischen Staates ist, wurde im Jahr 2002 dem FAI – Fondo per l’Ambiente Italiano treuhänderisch übergeben. Der FAI hat die damals stark verfallene Anlage restauriert und sie im Jahr 2005 für den Publikumsverkehr geöffnet. Der Park ist vom Ortszentrum in Tivoli aus zugänglich und kann gegen Eintrittsgebühr ganzjährig besichtigt werden.